# Награда Ардалион
Награда „Ардалион“додељује лист „Политика“ и Југословенски позоришни фестивал у Ужицу. Додељује се за категорије: најбоља представа, режија, женска улога, мушка улога, сценографија, костимографија, епизодна улога, за најбољег младог глумца и награда Политике „Авдо Мујчиновић”.

## Добитници
- 1996 — Небојша Глоговац за улогу Владимира у представи у Потпалубљу, 1. Југословенски позоришни фестивал, Ужице (1996)[2][3]
- На 11. позоришном фестивалу у Ужицу, ту награду је добио Данијел Хуста, глумац новосадског театра Ујвидеки синхаз (мађ. Ujvidéki szinház). Награда се састоји од уметничке слике и плакете „Политике“
- На 12. фестивалу победница је Ајла Кабрера, млада глумица из Сарајева. Она је истовремено добитник и Политикине награде „Авдо Мујчиновић”
- 2008 — Никола Ракочевић[4][5]
- 2011 — Анита Манчић[6]
- 2016 — Игор Вук Торбица (за најбољу режију)[7]
- 2017 — Хана Селимовић[8][9]
- 2018 — На 23. фестивалу одржаном 2018. године победник је био Јоаким Тасић. Он је истовремено добитник и Политикине награде „Авдо Мујчиновић”.[10]
- 2021 — Мирјана Карановић и Борис Лијешевић[11][12]